# Петар Радовић
Петар Ћетков Радовић (Братач, 1829 — Братач, 17. март 1907) био је свештеник Српске православне цркве, један од вођа Невесињске пушке и невесињски војвода. У литератури се помиње као поп или војвода Петар Радовић.

## Живот
Рођен је у селу Братач код Невесиња. Владимир Ћоровић за њега наводи сљедеће биографске податке: (Братач, 1832 — Невесиње, 1906). Ђоко Радовић у својој књизи Радовићи из Братача невесињског наводи „Војвода поп Петар умро је у Братачу на Лазарев-дан 14. 4. 1907. у 12 сати. Сахрањен је код цркве у Кифину Селу 15. 4. 1907. уз велико учешће народа...“, док на самом споменику који је фотографијом представљен у истој књизи, стоји уписано да је преминуо „17. марта 1907.“. Свештеник Српске православне цркве је постао 1859. или 1852. године. Током Невесињске пушке се истакао као вођа Срба из Невесиња. Невесињски војвода је постао 1876. Један је од учесника другог српског устанка против Аустроугарске 1882. Умро је у Братачу 1907. а сахрањен је поред цркве у Кифином Селу.

## Споменик
Његов споменик се налази поред цркве у Кифином Селу. На споменику је уписано:
| „ | Вјечно почивалиште тијела покојног попа Петра Ћ. Радовића, војвода Невесињски у рату г.1875,6,7 и усташки г. 1881 и 2, рођен г. 1829, умро 17. марта 1907. - вјечна му памјат. | ” |

На наличју крста:
| „ | Свој је народ љубио, пастирски га чувао, и у борбу водио. Захвални синови Ђоко, Никола и Ћетко. | ” |